# Овадья из Бертиноро
Овадья из Бертиноро или Бартенура (умер примерно в 1500 г. Иерусалиме) — раввин, путешественник и известный комментатор Мишны.

## Биография
Родился в Италии, в Бертиноро. Его отца звали Авраам. Учился у Иосефа, сына Соломона (аббревиатура Махарик). Служил раввином Бертиноро в провинции Форли, откуда получил своё прозвище, затем Кастелло.
В 1486 году начал своё путешествие в Палестину, куда прибыл в 1488 г. Прибыв в Иерусалим Овадья обнаружил там бедноту, базисное незнание закона, а также совсем малочисленное еврейское население, у которого почти отсутствовали общинные и благотворительные институты. Овадья решил не тратить времени даром и за 12 лет смог многое создать и восстановить. Община вскоре после его прибытия назначила его местным раввином, что облегчило его деятельность. Самым первым нововведением стали его проповеди в синагоге каждый шаббат, где он призывал евреев строже соблюдать заповеди и заниматься Торой.
В 1492 году, после изгнания из Испании, многие беженцы прибыли в Иерусалим и оказались на попечении Овадьи. Овадья открыл для них иешиву на деньги египетской общины и во многом помог их обустройству. Вскоре появились деньги на создание больниц, похоронного общества, помощи неимущим. Слава о выдающимся раввине пересекла общины и страны и перед смертью к раву Овадье обращались также мусульмане и евреи из других стран Ближнего Востока. Похоронен на Масличной горе в Иерусалиме.

## Труды
Наибольшую мировую славу принесли раву Овадье его комментарии к Мишне, базирующиеся на Талмуде, РаШИ и Рамбаме. Комментарии приобрели такую известность, что до сих пор Мишна нигде не изучается без его комментариев.
Кроме этого рав Овадья в своих заметках о путешествие в Эрец-Исраэль описывает жизнь тех общин, которые он посетил по дороге, что несёт очень ценную информацию о той эпохе. Равом Овадьей также написаны комментарии на комментарии РаШИ к Торе и несколько поэтических произведенией.